# Leptoscyphus magellanicus
Leptoscyphus magellanicus là một loài rêu tản trong họ Geocalycaceae. Loài này được (Gola) Hässel de Menéndez mô tả khoa học lần đầu tiên năm 2001.